# Toshio Takabayashi
Toshio Takabayashi, född 15 november 1953 i Japan, är en japansk tidigare fotbollsspelare.